# أسد أباد (مقاطعة دلفان)
أسد أباد (بالفارسية: اسدآباد) هي مستوطنة تقع في قسم كاكاوند الغربي الريفي (مقاطعة دلفان) في إيران.